# Donald Duck Megapocket
Donald Duck Megapocket is de vervanging van de reeks Donald Duck Big Fun. Deze pockets zijn net als het Donald Duck Vakantieboek en Donald Duck Winterboek bestemd voor de vakantie. Er verschenen aanvankelijk twee edities per jaar, een editie over de zomer en een andere editie over de winter. Vanaf 2016 komt er alleen een zomereditie uit. Deze verschijnt jaarlijks eind mei, begin juni. De wintereditie verscheen van 2013 t/m 2015 in de maand december. Voor veel fans is de Donald Duck Megapocket een verandering van de naam en geen vervanging. Er zijn wel verschillen. De Big Fun was groter dan de gewone pocket, maar deze vervangende pocket heeft hetzelfde formaat als een Donald Duck Pocket. Wel heeft deze pocket nog steeds meer dan 300 bladzijden. In de Megapocket zijn er wel andere personages dan in de gewone pocket. Bijvoorbeeld in de editie zomer 2015 zijn er veel verhalen met de titel verhalen van uit de baai. Daarin komen veel personages voor die bij elkaar komen.
In totaal zijn er nu 14 edities verschenen (juni 2023).
| Zomer | Winter           |
| ----- | ---------------- |
| 2013  | 2013             |
| 2014  | 2014             |
| 2015  | 2015             |
| 2016  | Niet uitgebracht |
| 2017  | Niet uitgebracht |
| 2018  | Niet uitgebracht |
| 2019  | Niet uitgebracht |
| 2020  | Niet uitgebracht |
| 2021  | Niet uitgebracht |
| 2022  | Niet uitgebracht |
| 2023  | Niet uitgebracht |